# Mostî, Verhnodniprovsk
Mostî (în ucraineană Мости) este un sat în comuna Hannivka din raionul Verhnodniprovsk, regiunea Dnipropetrovsk, Ucraina.

## Demografie
Componența lingvistică a localității Mostî
     Ucraineană (87,89%)
     Rusă (5,26%)
     Alte limbi (0,53%)
Conform recensământului din 2001, majoritatea populației localității Mostî era vorbitoare de ucraineană (87,89%), existând în minoritate și vorbitori de armeană (6,32%) și rusă (5,26%).